# Play Dead
Play Dead war eine Gothic-Rock-Band aus England. Der Name Play Dead, der etwa „sich tot stellen“, bedeutete, wurde im November 1980 von einem Quartett aus Banbury nahe Oxford gegründet.

## Geschichte
Das erste Demo wurde im Dezember 1980 innerhalb sechs Wochen aufgenommen.
Play Dead unterzeichnete bei Fresh Records, einen Abkömmling des Indie-Labels 4AD. Im Frühjahr 1981 tourte die Band als Vorgruppe der Gothic-Punk-Band UK Decay. Kurze Zeit nach der Tour erschien die Debütsingle Poison Takes a Hold / Introduction mit der die Band erste Erfolge verzeichnen konnte.
Schon früh machte sich eine gewisse Antipathie gegen die ersten beiden Veröffentlichungen in der Band breit. Besonders mit dem Stück TV Eye habe man sich nicht identifizieren können. 

„That record is nothing to do with us-we just blot it out of our minds completely!“

„Dieses Stück hat absolut gar nichts mit uns zu tun - Wir habens einfach aus unseren Köpfen heraus gespielt.“

1982 war ein weiteres erst eher negatives Jahr, das die Band in einen kurzzeitigen Ruhestand durch die Auflösung von Fresh Records zwang. Einige Zeit später, im April 1982, unterschrieben Play Dead bei Jungle Records und veröffentlichten dort ihre dritte Single Prophaganda.
Zu diesem Zeitpunkt ergatterte die Band erstmals die Aufmerksamkeit diverser Printmedien und Musikjournalisten. Die Sounds und der Melody Maker krönten die neue Veröffentlichung als Single of the week.
Kurz darauf erfolgte die erste Peel Session der Band.
Die lang erwartete LP wurde im folgenden Mai veröffentlicht und wurde wie Prophaganda ebenfalls mit guter Kritik ausgezeichnet, während The First Flower Platz 4 in den Independent Charts erreichte. Parallel dazu tourten Play Dead im Vorprogramm von Sex Gang Children.
Nach dieser Tour wurde im Juli die zweite Peel Session aufgenommen. Dabei entstand ein Song, der bis heute nicht veröffentlicht wurde. Weitere Konzerte mit Killing Joke und ein Auftritt auf dem fünften Futurama Festival folgten über den Sommer bis in den Herbst.
Trotz ihres von Kritikern zugeschriebenen enormen Live-Potentials sah sich die Gruppe immer eher als „passive“ und weniger als „mad sort of band“. Bis zum Ende des Jahres folgte ein weiterer Wechsel zu Situation 2, einem Abkömmling des Labels Beggars Banquet. Dort veröffentlichte die Band dann ihre 12" Shine EP.
Das Album Resurrection sollte 1984 als From the Promised Land erscheinen. Play Dead waren aber mit dem Ergebnis der Produktion unzufrieden und ließen das Album neu abmischen und unter dem Namen Resurrection 1992 veröffentlichen. Von der Originalvariante existieren nur die Vinyl-Versionen der Erstpressung. Nach einer weiteren Pleite der Plattenfirma und der Unzufriedenheit mit Clay Records beschloss die Band, ihr eigenes Label Tanz Records zu gründen, auf der sie ihr letztes Studioalbum Company of Justice 1985 produzierten.
Bassist Waddleton verließ die Band im Frühjahr 1986 und wanderte nach Indien aus. Die restlichen Mitglieder von Play Dead - Hickson, Green und Smith - formierten sich zusammen mit Bob Brimson und Julian Silvester erneut unter dem Namen The Beastmaster Generals. Lediglich ein paar Lieder, die nie aus dem Demostatus herauskamen, wurden komponiert. Da es nie eine offizielle Möglichkeit gab, die Musik zu publizieren, verloren die Mitglieder schnell das Interesse an der Gruppe, und so war auch dieses Projekt von kurzer Dauer.

## Stil
Anfangs noch deutlich von Szenegrößen wie Bauhaus und Sex Gang Children geprägt, spielten Play Dead in ihrer gesamten, recht kurzen Laufbahn einen von Flanger-, Chorus- und Delay-Effekten durchtränkten typischen Gothic Rock mit hellen Gitarren. Der Bass ist ebenfalls mit Effekten belegt und nimmt neben der Gitarre meist eine gleichwertige Rolle in den Liedern ein.
Play Dead war mit ihrem letzten Studioalbum Company of Justice, wie viele Gothic-Bands dieser Zeit in der Entwicklung, den Gothic vermehrt als Rock-Musik zu spielen und so wurden auf diesem Album die Rock-Elemente etwas mehr in den Vordergrund gesetzt.
Die Gitarre rückt, obwohl sie immer noch Lücken lässt, im durchweg hellen Klangbild mehr nach vorne und erzeugt wesentlich mehr Fläche. Der tiefe, schwere Bass agiert dazu meist begleitend. Zusätzlich wurde der Einsatz der Becken verstärkt, und das tribiale Drumming etwas zurückgesetzt.
Hierbei ist zu erwähnen, dass Play Dead sich nie mit dem Begriff „Gothic“, ähnlich wie die meisten Protagonisten aus diesem Genre, identifizierten.

## Diskografie

### Singles, Alben und Peel-Sessions
- 1981: Poison Takes a Hold / Introduction
- 1981: T.V. Eye / Final Epitaph
- 1982: Metallic Smile / Pray to Mecca / Propaganda / Effigy (Peel Session)
- 1983: The First Flower
- 1983: Shine / Gaze
- 1983: Total Decline / The Tenant / Gaze (Peel Session)
- 1983: Peel Sessions
- 1983: The Whip Compilation
- 1984: Break / Return to the East / No Motive (Peel Session)
- 1984: From the Promised Land
- 1985: Company of Justice
- 1985: Into the Fire Live
- 1985: The Final Epitaph Live
- 1985: The Singles 1982 ~ 85
- 1986: In the Beginning - The 1981 Singles
- 1986: Caught from Behind: Live in England, France, Germany, and Switzerland
- 1992: Resurrection

### Samplerbeiträge
- 1992: Gothic Rock Volume 1
- 1995: Gothic Rock Volume 2: 80's Into 90's

### Bootlegs
- 1983: May 12, 1983 Leeds Warehouse
- 1983: Live in Norwich, Ska Ballroom - May 13, 1983
- 1983: Live - July 28, 1983 Hull, Dingwalls / Live October 13, 1983 Hammersmith, Klub Foot
- 1984: Live in France at Forum Des Halles - July 1, 1984
- 1984: Oct 7th, Kolingsborg, Stockholm, Sweden
- 1984: Live in Norrkoping Sweden - October 10, 1984
- 1985: Dec 18th 1985, Tufnel Park, Penthouse, London
- 2003: The Final Pieces (Bootleg)